# Psiadia callocephala
Espèce
Classification phylogénétique
Psiadia callocephala est une espèce de plante à fleurs de la famille des Astéracées. Elle est endémique de l'île de La Réunion, département d'outre-mer français dans le sud-ouest de l'océan Indien. Elle est rare et non protégée.